# Darko Anić (Schachspieler)
Darko Anić (* 30. April 1957 in Zadar) ist ein französischer Schachgroßmeister und -lehrer kroatischer Herkunft.

## Leben
Anić erlernte das Schachspielen erst im Alter von 14 Jahren. Er studierte Psychologie, Pädagogik und Soziologie an der Universität Zagreb. Während seines Studiums unterrichtete er Schach an Zagreber Grundschulen. Bei einem Open in Cannes lernte er 1987 seine zukünftige Ehefrau kennen und blieb in Frankreich. Ab 1989 war er vom französischen Schachbund (FFE) beauftragt, Sichtungslehrgänge für südfranzösische Jugendspieler durchzuführen und begleitete französische Jugendmannschaften zu internationalen Turnieren.

## Erfolge
1974, nur drei Jahre nachdem er das Schachspielen erlernt hatte, gewann er die Schachmeisterschaft Zadars. 1976 konnte er die Universitätsmeisterschaft in Zagreb gewinnen. Im Jahre 1979 wurde er dalmatinischer Einzelmeister, 1985 gewann er die kroatische Einzelmeisterschaft. Sein größter Erfolg bei französischen Einzelmeisterschaften war der zweite Platz 1997 in Narbonne. Im Jahre 1997 am Spitzenbrett und 2003 am dritten Brett nahm er mit der französischen Nationalmannschaft am Mitropa-Cup teil. Bei der Schacholympiade 2004 in Calvià war er Mannschaftskapitän der französischen Nationalmannschaft. In Frankreich spielte er für den Verein Association Cannes-Echecs, in der Saison 2009 für Lodève - St Affrique, seit der Saison 2014/15 für L’Echiquier Chalonnais.
1989 erhielt er den Titel Internationaler Meister, seit 1999 ist er Großmeister. Seine Elo-Zahl beträgt 2390 (Stand: Mai 2021); seine bisher höchste Elo-Zahl lag bei 2499 im Januar 2000.